# Rodolphiens
Rodolphiens est le nom donné, par l’historiographie moderne, aux souverains du second royaume de Bourgogne dit royaume d'Arles ou encore royaume des Deux-Bourgognes, entre 888 et 1032, et à leur parentèle, issus d'une famille bavaroise, les Welf.

## Origine

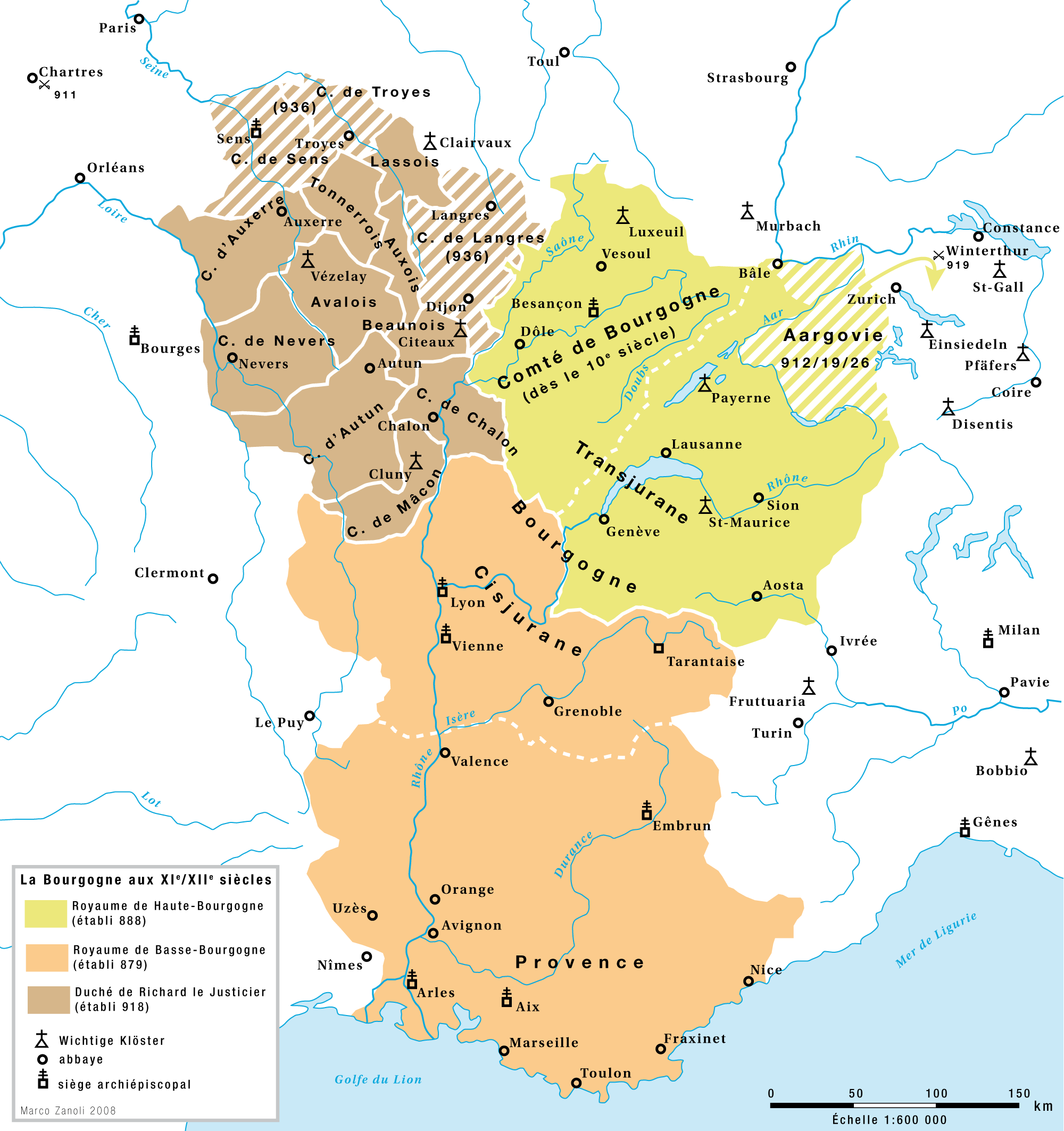
La Haute-Bourgogne ou Bourgogne transjurane (en vert), en 900.

Le Royaume des Deux-Bourgognes (en jaune) en 1000, à la veille de son intégration dans le Saint-Empire romain germanique.

La dynastie des Rodolphiens doit son nom au premier roi d'origine Welf, Rodolphe Ier, qui profite de l'affaiblissement du pouvoir carolingien pour former un royaume indépendant de la Haute-Bourgogne ou Bourgogne transjurane, en 888,.
Les Rodolphiens dominent un ensemble géographique, « du Jura aux Alpes [...] les vallées alpines, leurs « loca tutissima » et « inaccessibilia », où les Rodolphiens côtoient, dit-on, même des bouquetins, favorisèrent leur ancrage territorial et facilitèrent le maintien de leur royauté » . Il s'articule entre les cités de Lausanne-Sion au nord et Vienne au sud. Le territoire comprend ainsi tout ou partie des archidiocèses de Besançon (comprenant les diocèses de Bâle et de Lausanne), la Tarentaise (comprenant les diocèses de Sion, de Saint-Jean-de-Maurienne et d'Aoste), Vienne (avec le diocèse de Genève).
Sous le règne de Rodolphe II, vers 931-933 (plus des accords complémentaires jusqu'en 942, sous son fils Conrad II), le royaume de Haute-Bourgogne est uni avec le royaume de Provence. Le nouveau royaume prend le nom de « Royaume des Deux-Bourgognes » (Royaume d'Arles), et se place sous la suzeraineté des souverains germaniques à partir de 1032.
Sans héritier, le dernier roi, Rodolphe III, choisit en effet pour successeur l'empereur germanique, Conrad II le Salique.

## Généalogie simplifiée
Le Régeste genevois présente une généalogie de la dynastie des Rodolphiens : 
- Conrad II (mort en 876), duc de Bourgogne
  - Rodolphe Ier (mort en 911), duc puis roi de Bourgogne
    - Waldrade
× Boniface de Spolète
      - Willa
× Hubert de Toscane

    - Rodolphe II (mort en 937), roi de Bourgogne
× Berthe de Souabe
      - Conrad III le Pacifique (mort en 993), roi de Bourgogne
× 1) ill. Aldiud
× 2) Mathilde de France
        - 1) Bouchard II, archevêque de Lyon
        - 2) Gisèle
× Henri le Querelleur, duc de Bavière
        - 2) Rodolphe III (mort en 1032), roi de Bourgogne 
× 1) Agiltrude (morte avt. février 1011) 
× 2) Ermengarde (morte après le 20 septembre 1057)
        - 2) Berthe
× 1) Eudes Ier, comte de Blois
× 2) Robert II le Pieux, roi des Francs

    - Adélaïde (morte en 999)
× 1) Lothaire d'Arles, roi d'Italie
× 2) Othon Ier, empereur
    - Adélaïde
× Louis III l'Aveugle, empereur

  - Adélaïde
× Richard le Justicier, duc de Bourgogne